# سكيبان (شبام)
'

تعديل مصدري - تعديل

سكيبان هي إحدى قرى عزلة شبام بمديرية شبام التابعة لمحافظة حضرموت ويرجع سكانها من آل كثير ، بلغ تعداد سكانها 483 نسمة حسب تعداد اليمن لعام 2004.